# Pangermanismus

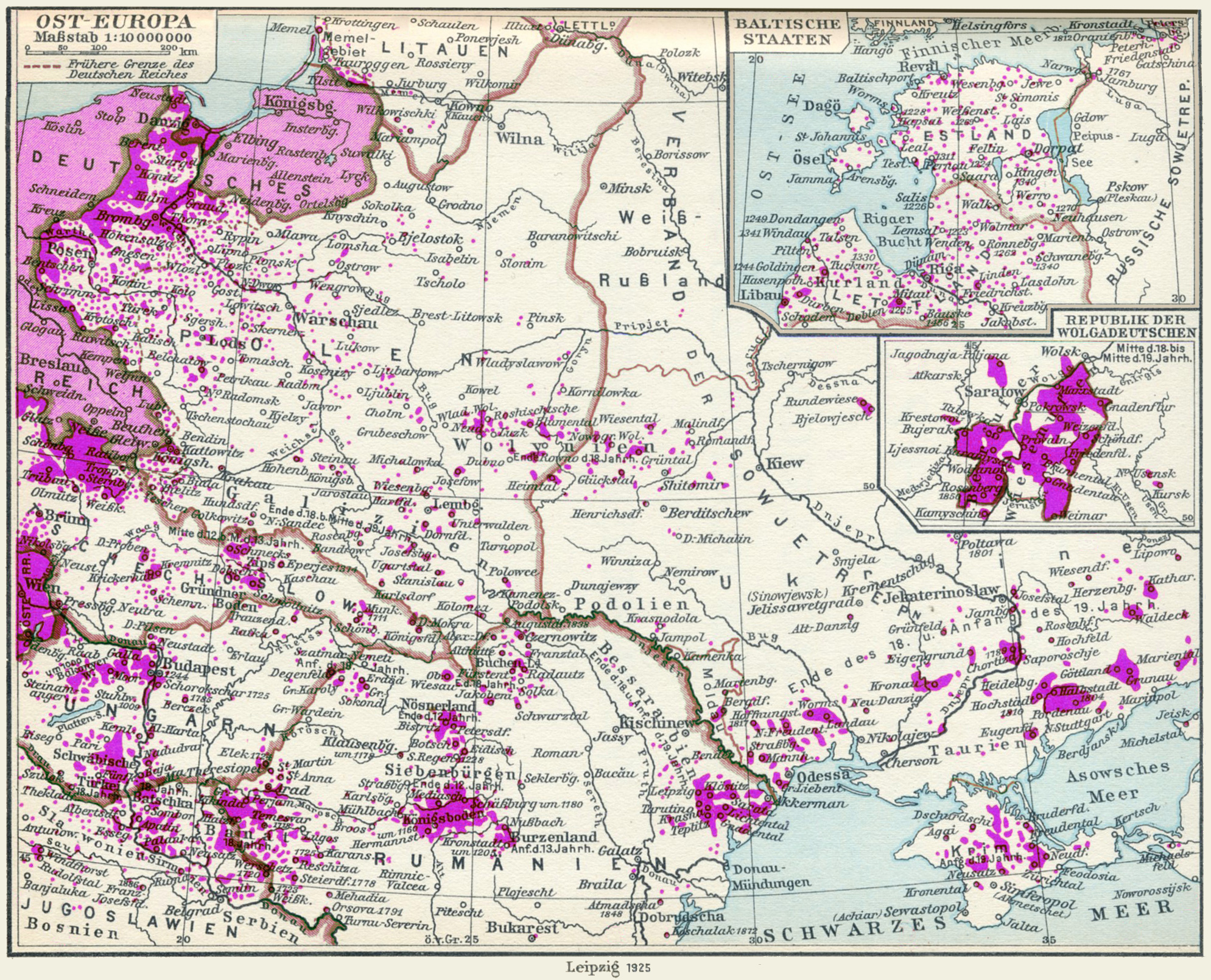
Von Deutschsprachigen besiedelte Gebiete in Mittel- und Osteuropa in der ersten Hälfte des 20. Jahrhunderts (Karte von 1925).

Der Pangermanismus ist eine ethnisch begründete Panbewegung. Im engeren Sinne strebt er die größtmögliche Vereinigung aller ethnischen Deutschen an bis hin zur Schaffung eines deutschen Staatenbundes oder Nationalstaates, der alle Gebiete umfasst, die als ethnisch deutsch besiedelt betrachtet wurden. Er war im 19. Jahrhundert ein starker politischer Faktor in vielen deutschen Staaten und ist verwandt mit dem Deutschen Nationalismus. Auf ihn geht die Großdeutsche Lösung zurück.
Von den deutschnationalen Großdeutschen unterschieden sich wiederum die deutschvölkischen Alldeutschen, die sich in dem extrem nationalistischen, expansionistischen und militaristischen Alldeutschen Verband sammelten. 
Im weiteren Sinne bezeichnet der Pangermanismus das über den partikularen Germanismus (angelsächsischen Teutonismus, Skandinavismus, deutscher Germanismus) hinausgehende, alle germanischen Völker erfassende Gemeinschaftsgefühl.

## Vorgeschichte
Eine großdeutsche („reichische“) Bewegung existierte in allen Staaten des deutschen Reiches schon im Mittelalter; sie strebte eine Stärkung des Deutschen Reiches an, bis hin zur Union. Da diese per se einen Machtverlust verschiedener Adliger bedeutet hätte, kam es aber nie dazu. Infolge der Reformation verringerte sich die Einheit der Deutschen zusätzlich, da zu den politischen Grenzen nun auch konfessionelle Grenzen kamen. Im Zuge der Schlesischen Kriege verringerte sich die Vormachtstellung Wiens im Deutschen Reich, wodurch auch der Kaiser selbst sein Interesse an einem starken Reich verlor. Der Gegensatz der nunmehrigen Großmächte Preußen und Österreich verhinderte eine alldeutsche Einigung noch weiter.
Infolge der Napoleonischen Kriege im frühen 19. Jahrhundert erstarkte diese Bewegung zu ihrer größten Bedeutung. Napoleon hatte es verstanden, die deutsche Kleinstaaterei auszunutzen, um die deutschen Staaten gegeneinander auszuspielen. So stritten insbesondere die Staaten des Rheinbundes, Bayern und Sachsen an seiner Seite gegen Preußen, Österreich und andere deutsche Staaten. Geschlagen wurde Napoleon unter anderem dank deutscher Verbrüderungserfolge. Für die Pangermanisten stellen die Napoleonischen Kriege einen guten Beweis dar, wie Deutschland durch Kleinstaaterei geschwächt werde. Im Zuge des Wiener Kongresses wurde das 1806 aufgelöste Deutsche Reich durch den Deutschen Bund ersetzt, der eine noch viel losere Gemeinschaft bedeutete, als sie das Heilige Römische Reich Deutscher Nation gewesen war.

## Geschichte

### Preußen, Österreich und der Nationalismus
Mitte des 19. Jahrhunderts gab es gewichtige Bestrebungen in den deutschen Einzelstaaten und den beiden mächtigsten deutschen Staaten Preußen und Österreich in Richtung eines deutschen Nationalstaates. Dabei ging es vor allem um die Frage, ob für die Staaten des Deutschen Bundes die „Kleindeutsche Lösung“ unter preußischer Führung oder vielmehr die „Großdeutsche Lösung“ unter Einschluss Österreichs anzustreben sei. Das von den Habsburgern regierte österreichische Kaiserreich war allerdings ein Vielvölkerstaat, dessen Menschen und Völker ebenfalls nationale Bestrebungen hatten hin zu einem Anschluss an ihren jeweiligen Nationalstaat oder zur Eigenständigkeit. In der Revolution von 1848/1849 forderten die liberal-nationalen Revolutionäre die Großdeutsche Lösung. Nach dem Deutschen Krieg wurde der Deutsche Bund aufgelöst, Österreich war daher kein Teil mehr von Deutschland. Es gab auch wachsende ethnische Spannungen innerhalb des Habsburgerreiches.
Unter der politischen Führung des Norddeutschen Otto von Bismarck wurde schließlich die Kleindeutsche Lösung umgesetzt. 1871 wurde das Deutsche Kaiserreich gegründet und offiziell als Deutsches Reich bezeichnet; es folgte die Krönung Wilhelms I. als (ein) Deutscher Kaiser. Der zweite deutsche Monarch war der Habsburger Kaiser in Wien; daher gab es auch keinen „Kaiser von Deutschland“.
Viele ethnische Deutsche (damals in Angrenzung von den „Reichsdeutschen“ meist „Volksdeutsche“ genannt) wohnten weiterhin außerhalb des neuen deutschen Reiches. Besonders im Vielvölker-Großreich Österreich-Ungarn suchten deutschnationale Kreise nach einer Vereinigung mit dem neuen Deutschen Reich, welches sie im Sinne der Großdeutschen Lösung als ihr Vaterland ansahen, nämlich die gemäßigte Deutschliberale Partei und die völkisch-nationalistische Deutschnationale Bewegung. Dies führte oft zu Streitigkeiten zwischen den Befürwortern und den Widersachern dieser Bewegung.
 Auf die in diesen Diskussionen durchschlagende ethnische Auffassung von Nation und die sich aus den Konflikten ergebenden Pan-Bewegungen wies Ernest Renan in seiner Rede am 11. März 1882 „Was ist eine Nation?“ am Beispiel der Deutschen und Slawen hin: „Bedenken Sie, diese ethnographische Politik ist nicht verlässlich. Heute setzt ihr sie gegen die anderen ein; später werdet ihr erleben, wie sie sich gegen euch selbst kehrt. Ist es sicher, dass die Deutschen, die die Flagge der Ethnographie so hoch gehisst haben, nicht eines Tages erleben werden, wie die Slawen ihrerseits die Dorfnamen Sachsens und der Lausitz erforschen, die Spuren der Wilzen und der Obodriten erkunden und Rechenschaft für die Gemetzel und massenhaften Verkäufe fordern, die ihren Ahnen von den Ottonen angetan wurden?“
Der aufmerksamste Beobachter der deutsch-slawischen Konfliktlage war der spätere tschechoslowakische Staatspräsident Tomáš Garrigue Masaryk, der vor allen Dingen wahrnahm, wie durch Slawenfeindlichkeit den angeblich nicht staatsfähigen Slawen in herablassender Weise ihr nationales Selbstbestimmungsrecht abgesprochen wurde, gab es doch mit Friedrich List, Paul de Lagarde und Constantin Frantz politische Publizisten, die eine grenzkolonisatorische Ausweitung des deutschen Einflussbereichs nach Polen und über die Donau bis zu ihrer Mündung ins Schwarze Meer propagierten (siehe hierzu auch Deutscher Grenzkolonialismus).
Innerhalb und außerhalb der „alldeutschen“ Bewegung gab es aber auch weitergehende Pläne für ein „Germanisches Großreich“, das sich auf eine Union der sprachlich und kulturell verwandten Völker der Germanen stützen sollte, also neben den Deutschen z. B. Niederländer, Flamen, Dänen, Schweden, Norweger und Engländer, die einer genetisch überlegenen „Herrenrasse“ angehören sollten. Diese Rassentheorien wurden von Männern wie Houston Stewart Chamberlain vertreten und hatten v. a. in der britischen Aristokratie eine gewisse Anhängerschaft, die sich bis in die 30er Jahre weiterverfolgen lässt, als einige britische Politiker eine Zusammenarbeit mit Nazi-Deutschland wünschten, so auch König Eduard VIII. Auch in der Deutschschweiz fanden sich im Ersten und Zweiten Weltkrieg neben den Anhängern der Neutralität Deutschnationale, die einen Anschluss an oder zumindest eine Zusammenarbeit mit dem Deutschen Reich suchten.

### Entwicklung nach dem Ersten Weltkrieg
Die mit Kriegsende in den Pariser Vorortverträgen von den Alliierten durchgesetzten neuen Grenzziehungen verstärkten die pangermanischen Bestrebungen, die besonders auf die „blutende Grenze“ zum neuen nationalstaatlichen Nachbarn Polen gerichtet waren. Die im Rahmen der deutschen Ostforschung eingerichtete Volks- und Kulturbodenforschung, in der insgesamt Fragen des sogenannten Grenzlanddeutschtums erforscht wurden, zielte an erster Stelle darauf ab, die Daseinsberechtigung des polnischen Staates unter dem Aspekt deutscher Volkstumspolitik einer Revision zu unterziehen.
In den Pariser Vorortverträgen war auch ein Anschlussverbot zwischen der aus den deutschsprachigen Gebieten des alten Habsburgerreiches neu gegründeten Republik Deutschösterreich und dem ebenfalls verkleinerten und wirtschaftlich geschwächten Deutschland vereinbart worden, um zukünftigen Gefahren für den Frieden und das Mächtegleichgewicht auf dem Kontinent entgegenzutreten. Auch Pläne für eine Zollunion Deutschland-Österreich konnten 1931 auf französischen Druck hin nicht verwirklicht werden.
Die „Machtergreifung“ des gebürtigen Österreichers Hitler, der Aufstieg des Nationalsozialismus und der „Anschluss“ Österreichs 1938 an das Deutsche Reich führten schließlich zu den Verheerungen des Zweiten Weltkriegs und machten diese Bestrebungen zunichte.

### Entwicklung nach dem Zweiten Weltkrieg und Ende des Pangermanismus
Die Folge des Zweiten Weltkrieges war auch ein Ende des Pangermanismus. Insbesondere in der wiedererrichteten Republik Österreich kehrten sich die Bestrebungen um, mehr hin zu einer eigenen österreichischen Identität – man wollte sich nicht mehr als Deutsche bezeichnen und fühlen. Heute hat sich in der österreichischen Republik das Identitätsbewusstsein der Menschen als Österreicher gefestigt und viele Bürger wollen sich auch nicht mehr als deutsche Österreicher sehen – außer deutschnational denkende Personen und Gruppierungen. Die Erfahrung des Nationalsozialismus hat die Mehrheit der Deutschen in den Nachfolgestaaten (nach 1945) des Großdeutschen Reiches derart traumatisiert, dass jede Pangermanismus-Bewegung tabuisiert bzw. ihr entschieden politisch gegengesteuert wird.
Die meisten Schweizer, Liechtensteiner, Südtiroler, Ostbelgier usw. bezeichnen sich heute jeweils als deutschsprachiges Volk oder Volksgruppe; durch gezielte Pflege ihres jeweiligen Dialekts (Schweizerdeutsch) und dessen Erhebung zur Nationalsprache (Luxemburgisch) wurde/wird die eigene Identität und die Eigenständigkeit gegenüber Deutschland betont.